# Yannick Salem
Yannick Salem Louniangou (Amiens, 29 maart 1983) is een Frans-Congolees voetballer die als aanvaller speelt.
In juli 2009 een contract heeft getekend voor twee jaar bij Eintracht Trier en die in het seizoen 2005/2006 onder contract stond bij De Graafschap.
Salem speelde in eigen land voor Grenoble, Créteil en Châteauroux voor hij in 2005 naar Nederland vertrok om bij De Graafschap te gaan voetballen. Salem kwam in Doetinchem regelmatig in actie, met name als invaller, maar schopte het nooit tot de basis-elf. De snelle Fransman tekende in de zomer van 2006 een contract tot 2009, bij AGOVV Apeldoorn. Dit contract werd in de winter van 2007 ontbonden.
Hij legde testen af bij R. Antwerp FC (België) en KSK Beveren (België). Deze laatste bood uiteindelijk na een lange testperiode een contract aan voor 2 seizoenen, met optie tot verlenging. In 2009 vertrok hij naar SV Eintracht Trier 05. Salem speelde op lager niveau in Engeland en vestigde zich vervolgens in het Duitse Düsseldorf. Hij speelde nog in Roemenië maar vooral op lager niveau rond Düsseldorf.
In 2009 kwam hij uit in twee vriendschappelijke wedstrijden van het voetbalelftal van Congo-Brazzaville.